# 무성 권설 파찰음
무성 권설 파찰음(無聲捲舌破擦音)은 자음의 하나로 치조후에서 혀끝을 말아 만드는 무성 파찰음이다.

## 예시
- 표준 중국어, 눠쑤어: 병음 zh와 ch에서 이 소리가 난다. 첫소리의 ch는 유기음이다.
- 슬로바키아어: č에서 이 소리가 난다.
- 세르보크로아트어: 키릴 문자 표기의 ч, 라틴 문자 표기의 č에서 이 소리가 난다.
- 베트남어, 마푸체어: tr에서 이 소리가 난다.
- 폴란드어: cz에서 이 소리가 난다.